# Chrissie Fit

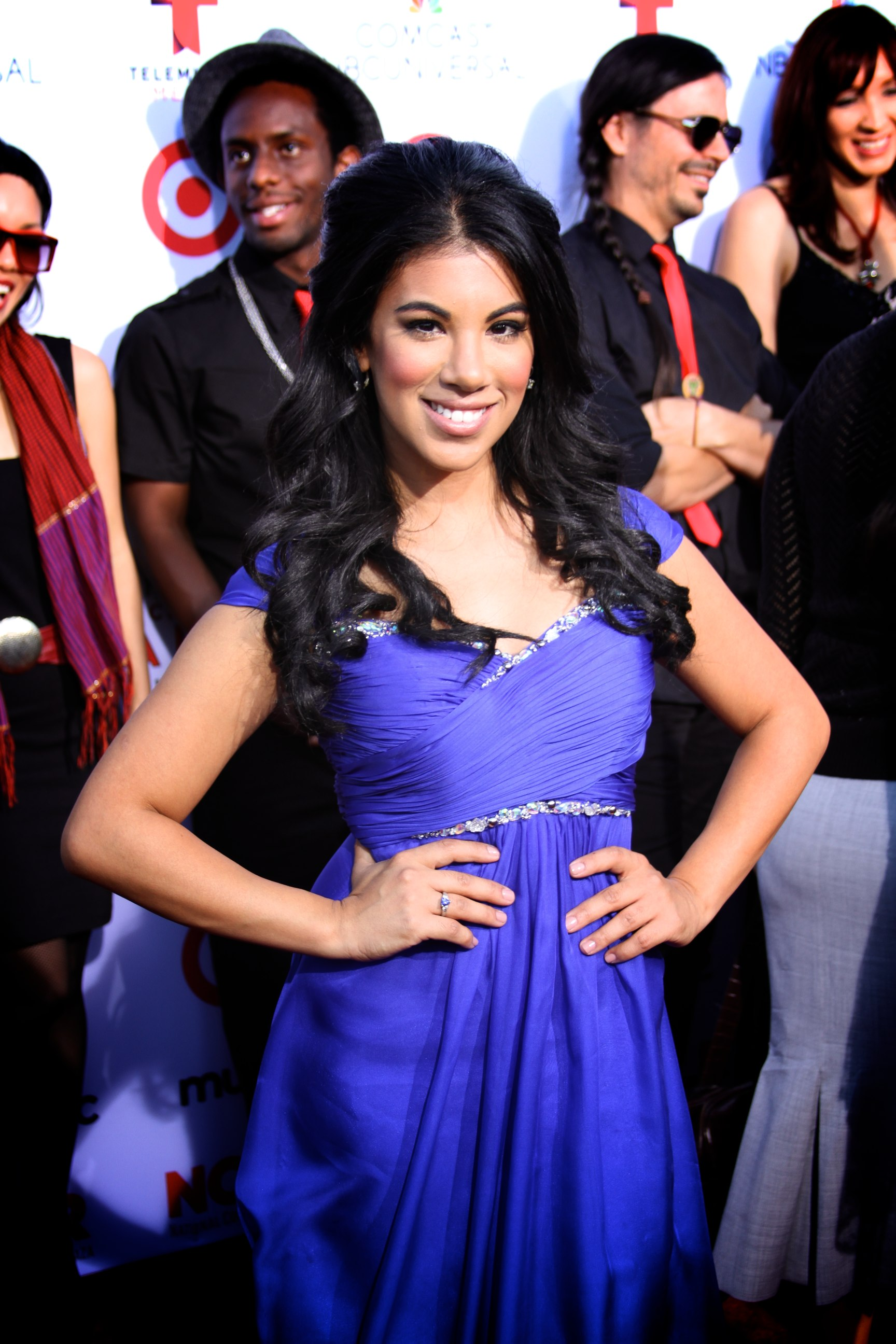
Chrissie Fit

Chrissie Fit (* 3. April 1984 in Miami, Florida) ist eine US-amerikanische Filmschauspielerin.

## Leben
Chrissie Fit ist kubanischer Abstammung und besuchte die Florida International University. 2006 erfolgte ihr Schauspieldebüt im Fernsehen. Ab 2007 wurde sie mit ihrer Rolle der „Mercedes Juarez“ in der Seifenoper General Hospital bekannt. 2013 spielte sie „Cheechee“ in dem Musikfilm Teen Beach Movie und dem Folgefilm. 2015 spielte sie „Flo Fuentes“ in Pitch Perfect 2 und 2017 in Pitch Perfect 3. Weitere Film- und Fernsehrollen folgten, ihr Schaffen umfasst mehr als 50 Produktionen.

## Filmografie (Auswahl)
- 2007–2012: General Hospital (Fernsehserie, 37 Folgen)
- 2013: Teen Beach Movie
- 2015: Teen Beach 2
- 2015: Pitch Perfect 2
- 2016–2019: Schlimmer geht’s immer mit Milo Murphy (Milo Murphy’s Law, Zeichentrickserie, 13 Folgen, Stimme)
- 2017: Pitch Perfect 3
- 2020: All my Life – Liebe, als gäbe es kein Morgen (All my Life)
- 2020–2021: Awkwafina Is Nora from Queens (Fernsehserie, 5 Folgen)
- 2021: Ich weiß, was du letzten Sommer getan hast (I Know What You Did Last Summer, Fernsehserie, 4 Folgen)
- 2023: Parachute
- 2023: Cora Bora
- 2023: Navy CIS: Hawaiʻi (Fernsehserie, Folge Starke Nerven)
- 2025: Navy CIS: Immer Ärger mit Hal (Fernsehserie)